# Liczby autobiograficzne
Liczba autobiograficzna – liczba, w której zapisie każda kolejna cyfra określa liczność występowania w tej liczbie wszystkich takich cyfr jak pozycja danej cyfry w liczbie autobiograficznej. Pozycję liczy się od zera. Np. Liczba 1210 „mówi”, że znajdują się w niej: jedno zero, dwie jedynki, jedna dwójka i zero trójek.
Nie istnieją liczby autobiograficzne jedno-, dwu- i trzycyfrowe.
Cztero- i pięciocyfrowe liczby autobiograficzne to:
```
1210
2020
[
1
]

21200
```

Nie istnieje 6-cyfrowa liczba autobiograficzna.
Kolejne liczby autobiograficzne to:
```
3211000
42101000
521001000
6210001000
72100001000
821000001000
9210000001000
```

Mają one schematyczną budowę:
Liczba {\displaystyle n}-cyfrowa gdzie {\displaystyle n\in [7,13]} o kolejnych cyfrach {\displaystyle a_{1}a_{2}a_{3}...a_{n}} jest atobiograficzna, jeżeli {\displaystyle a_{1}=n-4,a_{2}=2,a_{3}=1,a_{n-3}=1,} pozostałe {\displaystyle a_{i}=0.}